# Le Bourdeix
Le Bourdeix, okzitanisch Lu Bordelh oder Lu Borg Dei, ist eine französische Gemeinde mit 240 Einwohnern (Stand 1. Januar 2022) im Département Dordogne in der Region Nouvelle-Aquitaine (vor 2016 Aquitanien). Sie gehört zum Arrondissement Nontron, zum Kanton Périgord Vert Nontronnais und zum Gemeindeverband Périgord Nontronnais. Die Einwohner werden Bourdeixois bzw. Bourdeixoises genannt.

## Etymologie
Das Okzitanische Lu Borg Dei ist wahrscheinlich aus Lu Borg d'Aún hervorgegangen, was sich seinerseits wiederum vom Gallischen Burgus Agedunus ableiten dürfte.

## Geographie

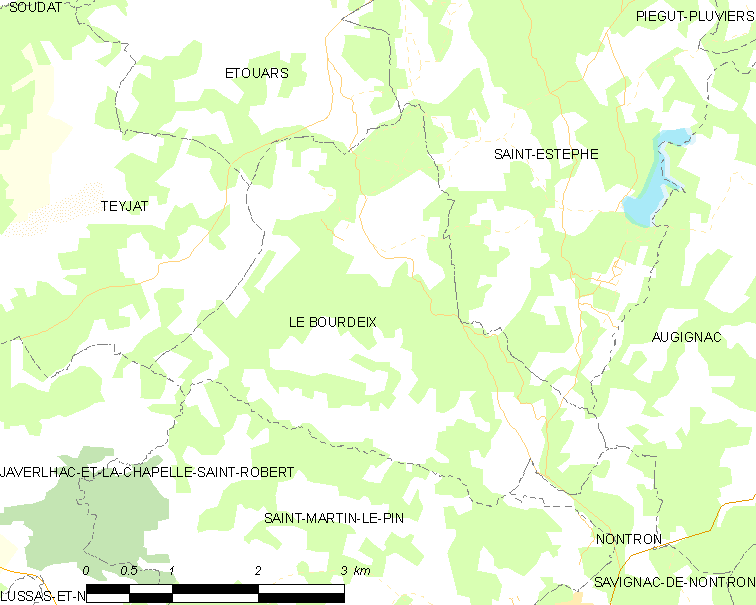
Lagekarte von Le Bourdeix

Le Bourdeix ist etwa zehn Kilometer von dem südsüdöstlich liegenden Nontron und rund sieben Kilometer von Piégut-Pluviers im Nordosten entfernt.
Le Bourdeix wird von folgenden sieben Nachbargemeinden umgeben:
|                                       | Étouars                                     | Saint-Estèphe |
| Teyjat                                | Kompassrose, die auf Nachbargemeinden zeigt | Augignac      |
| Javerlhac-et-la-Chapelle-Saint-Robert | Saint-Martin-le-Pin                         | Nontron       |

Zum Gemeindegebiet von Le Bourdeix gehören folgende Weiler, Gehöfte, eine ehemalige Schmiede, eine Ziegelei und Geländepunkte: Bonnefont, Bouchardières, Chaffrelière, Chez Carrier, Combas, La Bosse, La Chapoulie, La Grange, La Renardière, Le Claud, Le Débat, Le Doyer, Le Dubreuil, Le Moulin Rou, Le Petit Pys, Le Pont de Lavaud, Le Prieuré, Les Forges, Les Grenouilles, Les Queyroux, Moulin de Pinard, Pay Blanc, Plaisance, Puydivert, Rapy, Rouméjoux und Serpine.
Der topographisch tiefste Punkt des Gemeindegebietes liegt mit 141 Metern über dem Meer an der Doue im äußersten Südwesten, der höchste Punkt mit 275 Metern bei Puydivert im Nordosten. Die absolute Höhendifferenz beträgt 134 Meter. Der Ortskern befindet sich auf 226 Meter Meerhöhe.

### Verkehrsanbindung

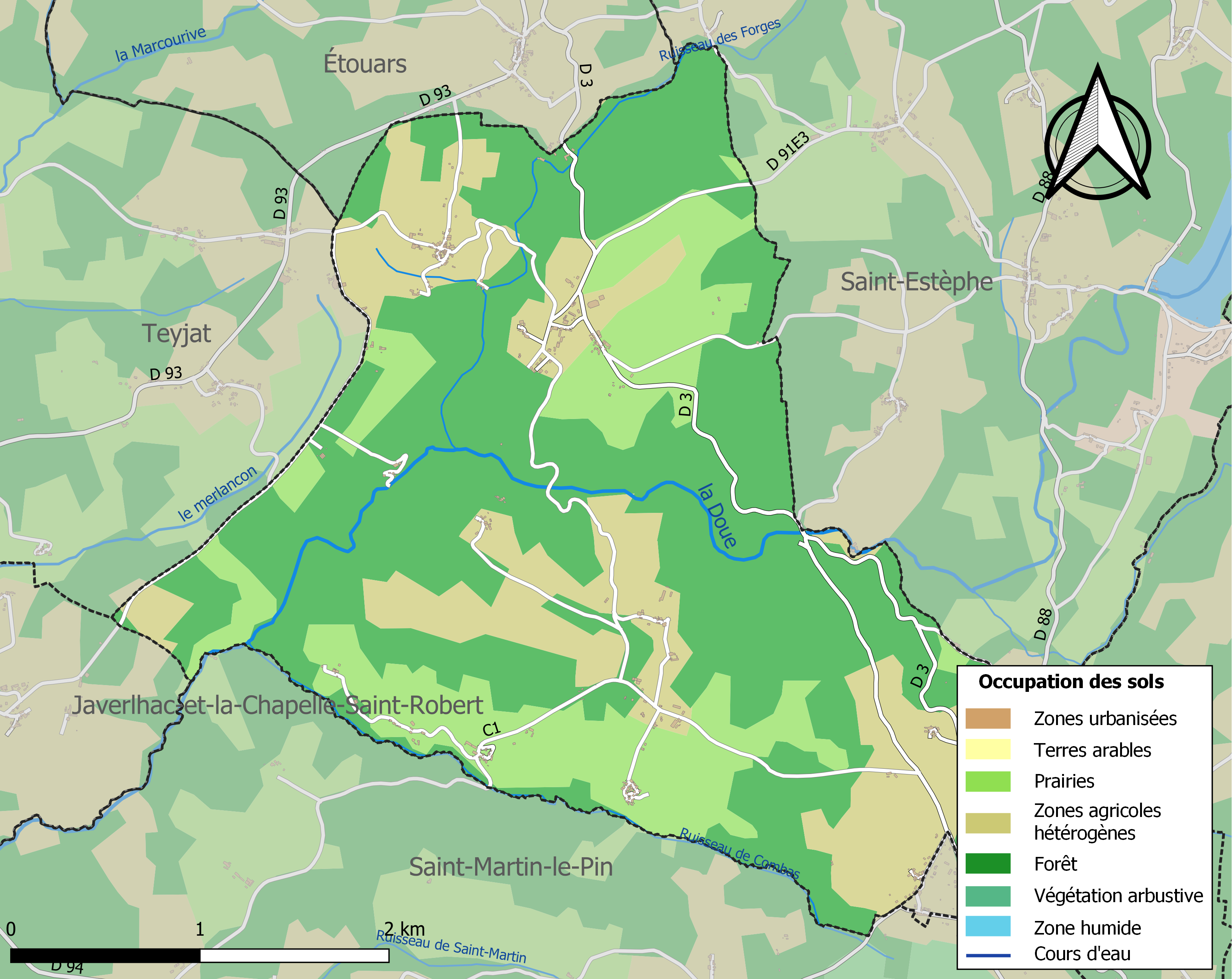
Bodenbedeckung in Le Bourdeix

Le Bourdeix liegt an der D 3 von Nontron nach Bussière-Badil. Über die nach Nordosten abzweigende D 91 E3 kann Piégut-Pluviers erreicht werden. Eine vom Ortskern nach Osten ausgehende Kommunalstraße führt nach dem benachbarten Saint-Estèphe. Eine weitere Kommunalstraße zieht nach Süden, durchquert das Tal der Doue und gabelt sich dann in Richtung Saint-Martin-le-Pin und Nontron auf. Ferner besteht eine Verbindung nach Westen in Richtung D 93 mit Anschluss nach Javerlhac bzw. über Étouars nach Piégut-Pluviers.

### Bodenbedeckung
Die Bodenbedeckung der Gemeinde Le Bourdeix schlüsselt sich im Jahr 2018 gemäß der europäischen Datenbank CORINE Land Cover (CLC) wie folgt auf:
- Wälder – 56,5 %
- heterogene landwirtschaftliche Nutzung – 24,1 %
- Wiesen – 19,4 %

Die Wälder und seminaturellen Ländereien stehen eindeutig im Vordergrund, sie haben sich in ihrem prozentualen Anteil gegenüber 1990 nicht verändert.

## Hydrographie

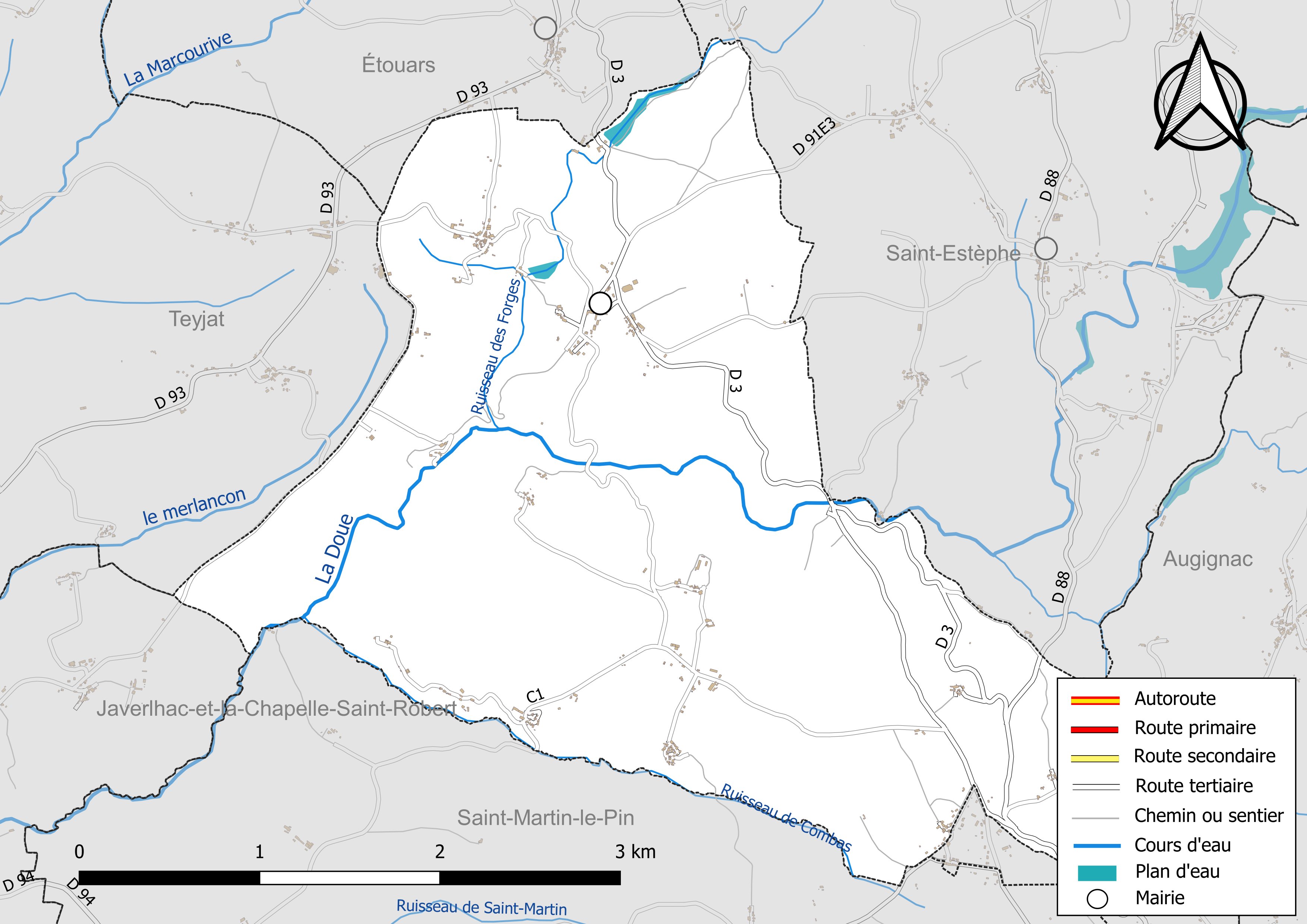
Hydrographische Karte von Le Bourdeix

Die Gemeinde Le Bourdeix gehört vollständig zum Einzugsgebiet der Charente. Das Flussnetz hat eine Gesamtlänge von 9,0 Kilometer.
Das Gemeindegebiet wird von der Doue in zwei Hälften geteilt. Die Doue kommt von Saint-Estèphe herüber und fließt anfänglich noch in west-östlicher Richtung. Südwestlich vom Ortskern nimmt sie als rechten Seitenarm den Ruisseau des Forges auf und biegt dann nach Südwesten ab. Die Südgrenze des Gemeindegebiets zu Saint-Martin-le-Pin bildet der in WNW-Richtung fließende Ruisseau de Combas, ein kleiner linker Seitenbach der Doue.

## Geologie

Geologische Karte von Le Bourdeix

Die Gemeinde Le Bourdeix liegt zum Großteil auf dem Piégut-Pluviers-Granodiorit in seiner grobkörnigen Normalfazies (γ3M). Nur im Westabschnitt (am Höhenrücken westlich des Ruisseau des Forges und der Doue) transgredieren flachliegende Liassedimente des nordöstlichen Aquitanischen Beckens – Arkosen des Hettangiums (Formation l1-4) und Tonsteine des Toarciums (Formation l5-9) über den Granodiorit. Der Höhenrücken nördlich des Ruisseau de Combas (zwischen Le Prieuré und La Chapoulie) wird ebenfalls vom Lias eingenommen. Die Tonsteine des Toarciums wurden früher bei Les Grenouilles als Rohstoff für die mittlerweile stillgelegte Ziegelei abgebaut. An der äußersten Südwestecke tritt auch noch ein kleines Vorkommen von rekristallisiertem Dogger auf (Formation jC).
Westlich vom Weiler Bouchardières quert eine Nordnordwest-streichende Störung; die im Westen liegenden Liassedimente sind an ihr gegenüber dem Granodiorit abgesenkt worden. Eine weitere Störung zieht in Ostnordost-Richtung am Weiler Combas vorbei.
Die Liassedimente des südlichen Höhenrückens werden an zwei Stellen von pleistozänem Kolluvium der Formation HC maskiert (bei Les Queyroux und bei Le Moulin Rou) – sandig-tonige Kiese mit Quarzgeröllen. Sie finden sich auch östlich unterhalb von Le Petit Lys (Gemeinde Teyjat). Diese werden hier von aus dem Zentralmassiv geschütteten kontinentalen tertiären Sedimenten abgedeckt, welche den Überrest eines fossilen Flusssystems bilden (Formation H-F).
Das Flussbett der Doue verläuft kurz vor Verlassen der Gemeinde in holozänem Alluvium (Formation Fy-z).
Der Granodiorit zeigt Vererzungen an Baryt bei Combas und Moulin de Pinard sowie Bleiglanz bei Moulin de Pinard.

## Naturrisiken

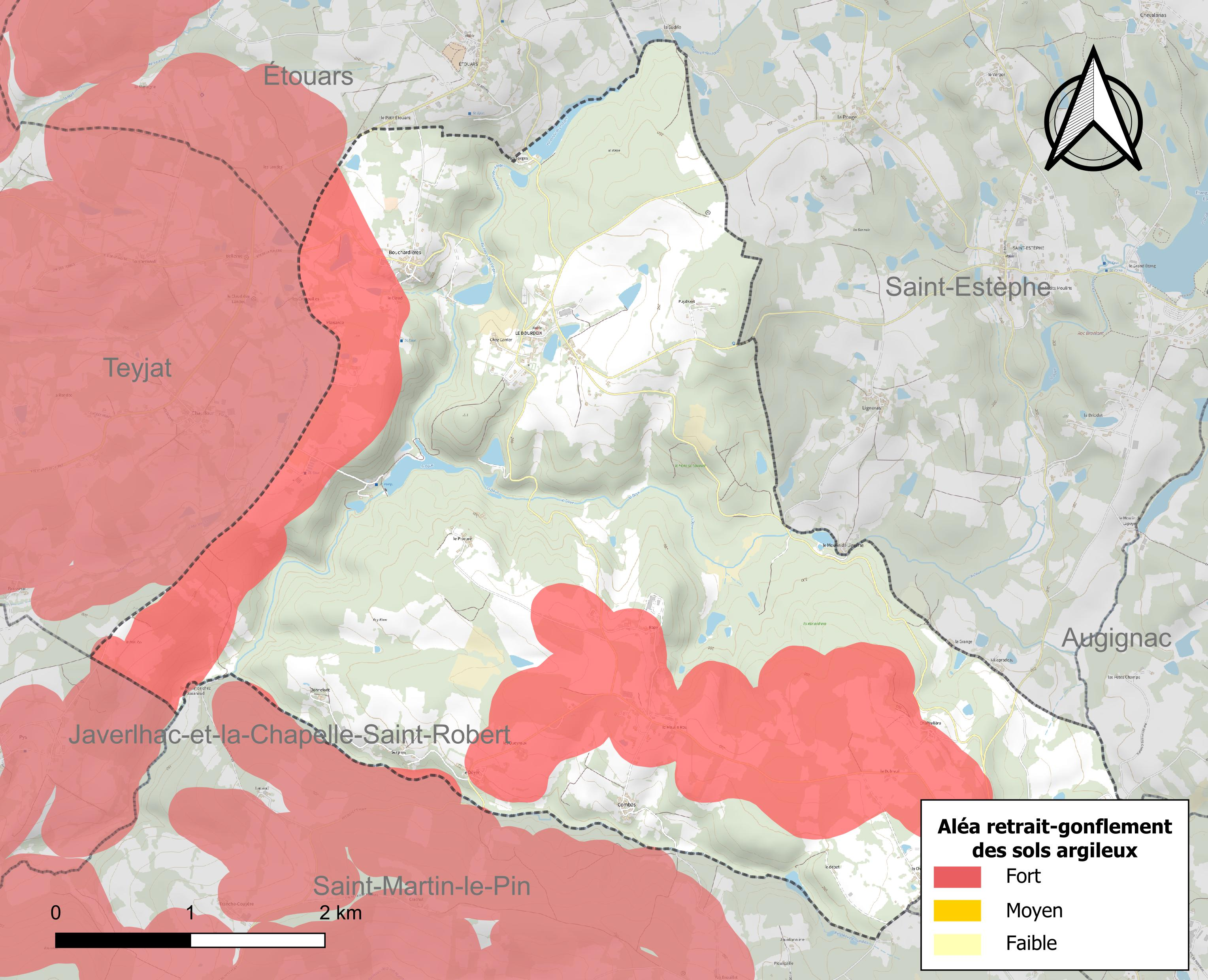
Risikokarte des Quellungs/Schrumpfungsverhältnisses von Tonmineralen in Böden für Le Bourdeix

Naturrisiken manifestieren sich in Le Bourdeix als
- Überschwemmungen und den mit ihnen assoziierten Schlammströmen und Hangrutschungen entlang der Flussläufe
- Dürren
- Stürme
- Bodensetzungen.

In den Jahren 1982, 1983 und 1999 kam es aufgrund erhöhter Niederschläge zu Überschwemmungen, größeren Bodenbewegungen und Rutschungen (insbesondere 1999).
Ein herausragendes Wintersturmereignis war das Sturmtief Martin im Dezember 1999, das enorme Schäden an den Wäldern und auch an der Infrastruktur hinterließ. Die Zerstörungen in den Wäldern sind selbst im Jahr 2025 noch zu erkennen.
Wie die Risikokarte zeigt, ist Le Bourdeix von der Gefahr durch Bodensetzungen kaum betroffen, eine Ausnahme bilden jedoch die beiden Liasvorkommen, die zusammen 27 % des Gemeindegebiets in Anspruch nehmen.
Die Erdbebengefahr ist als relativ niedrig einzustufen, am Westrand des Massif Central sind recht seltene Beben der Stärke 3 auf der Richterskala bekannt.

## Ökologie

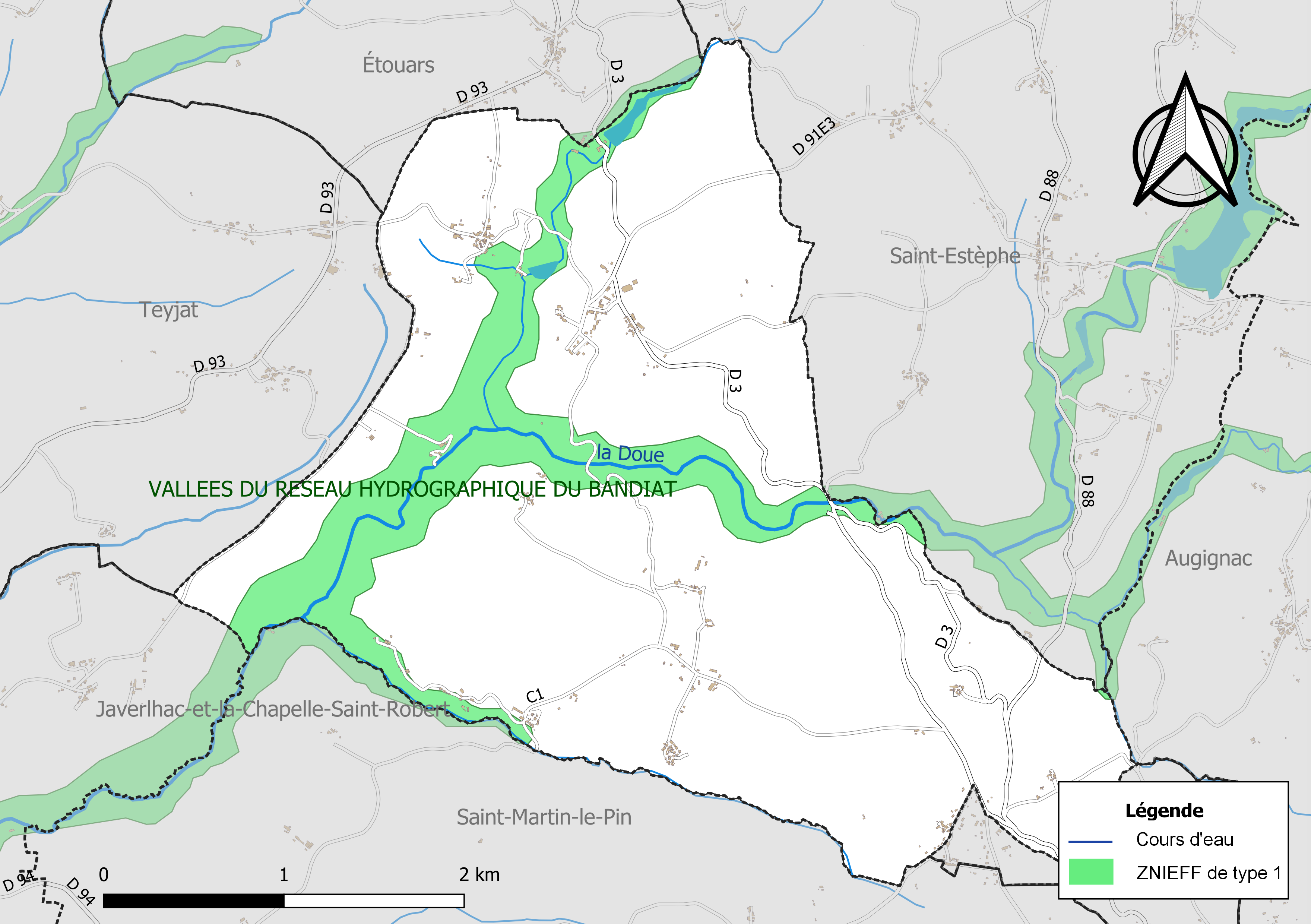
Die unter Naturschutz stehenden Flussläufe in Le Bourdeix

### Naturpark
Le Bourdeix bildet einen integralen Bestandteil des Regionalen Naturparks Périgord-Limousin.

### Schutzgebiete
Unter Naturschutz stehen sämtliche Flussläufe innerhalb des Gemeindegebiets. Eine Ausnahme bildet der Ruisseau de Combas, der nur in seinem Unterlauf bis zum Weiler Le Doyer geschützt ist. Die Flussläufe sind als ZNIEFF (Französisch zone naturelle d'intérêt écologique, faunistique et floristique) des Typus 1 ausgewiesen. Ihre Flora setzt sich aus gut 100 schützenswerten Pflanzenarten zusammen, wobei die beiden Taxa Großer Odermennig (Agrimonia procera) und Atlantisches Hasenglöckchen (Hyacinthoides non-scripta) eine Indikatorrolle ausüben.

## Geschichte

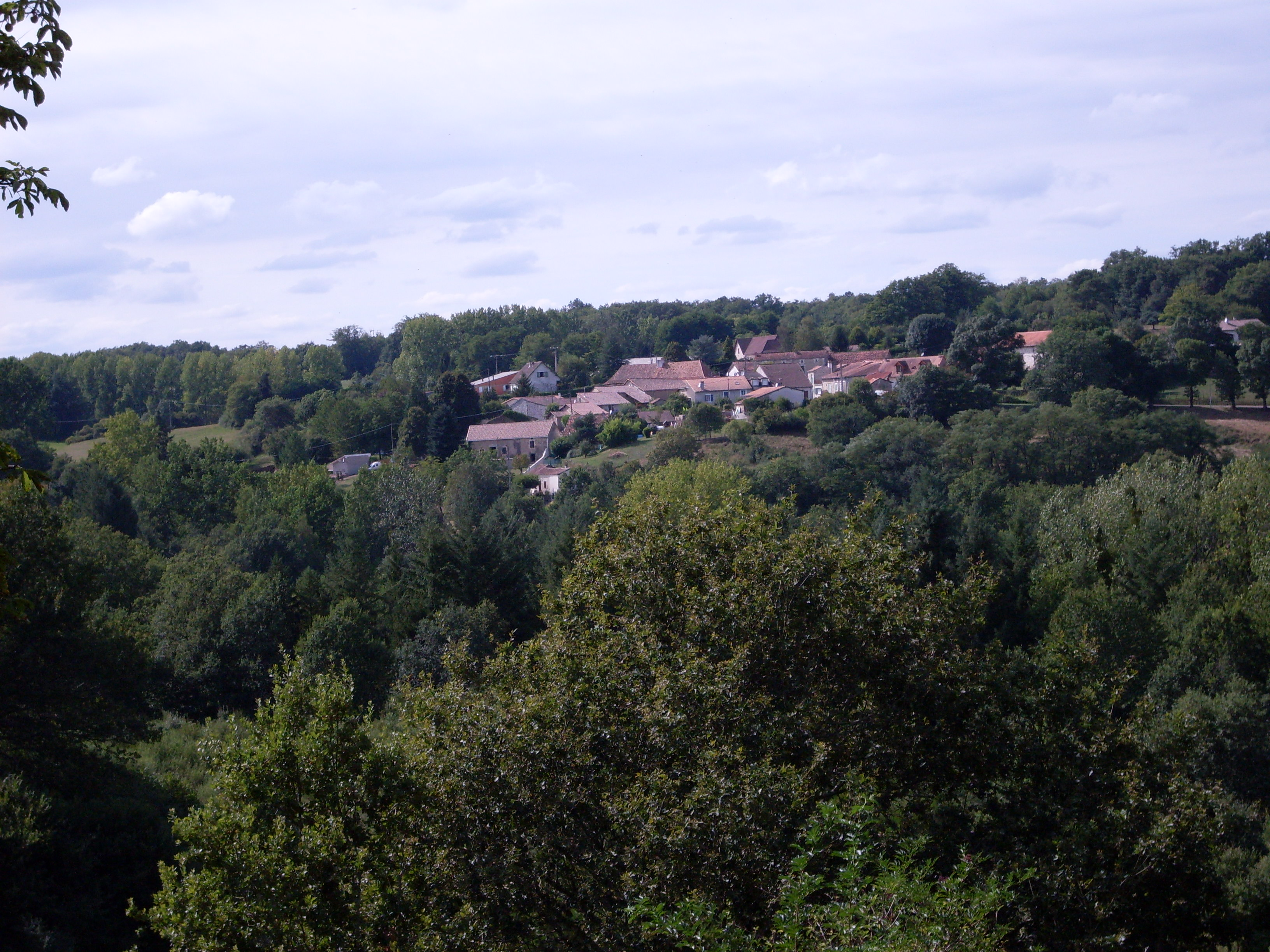
Der Weiler Bouchardières, Blickrichtung nach Westen vom Ortskern aus

Die ältesten erhaltenen Bauwerke in Le Bourdeix sind der aus Granodioritquadern erbaute Donjon aus dem 11. Jahrhundert und die romanische Kirche Saint-Pierre et Saint-Paul aus dem 12. Jahrhundert, ebenfalls in Granodiorit. Der Donjon ist der einzige Überrest der einstigen Wehrschlösser von Le Bourdeix, deren erstes in der Regierungszeit von Karl VII. gegen 1450 von den Engländern im Verlauf des Hundertjährigen Kriegs zerstört wurde. Im 15. Jahrhundert wurde ein zweites Wehrschloss 50 Meter weiter errichtet, im 17. Jahrhundert folgte ein drittes nahe der Kirche. Im 18. Jahrhundert waren diese beiden Wehrschlösser noch erhalten.
Die ursprüngliche romanische Kirche wurde 1480 um ein auf der Südseite angebautes zweites Nebenschiff erweitert und bildet jetzt eine 21 × 6 Meter messende, rechteckige Hallenkirche. Der romanische Deckenteil wird von runden Gewölbebogen abgestützt, der Anbau jedoch von Spitzbogen. In der ehemaligen Schmiede Les Forges, durch die die Grenze zum benachbarten Étouars läuft, wurde zwischen dem 15. und 18. Jahrhundert Eisenerz aus dem Nontronnais in Hochöfen geschmolzen (Gusseisen) und zu Kanonen für die französische Marine in Rochefort weiterverarbeitet. Die Schmiede wurde mit Wasserkraft betrieben, für diesen Zweck wurde der Ruisseau des Forges daher zu einem Weiher aufgestaut.

### Bevölkerungsentwicklung
| Bevölkerungsentwicklung in Le Bourdeix | Bevölkerungsentwicklung in Le Bourdeix | Bevölkerungsentwicklung in Le Bourdeix | Bevölkerungsentwicklung in Le Bourdeix | Bevölkerungsentwicklung in Le Bourdeix |
| -------------------------------------- | -------------------------------------- | -------------------------------------- | -------------------------------------- | -------------------------------------- |
| Jahr                                   | Einwohner                              | Einwohnerdichte                        |                                        |                                        |
| 1962                                   | 296                                    | 25/km²                                 |                                        |                                        |
| 1968                                   | 254                                    | 22/km²                                 |                                        |                                        |
| 1975                                   | 207                                    | 18/km²                                 |                                        |                                        |
| 1982                                   | 212                                    | 18/km²                                 |                                        |                                        |
| 1990                                   | 230                                    | 20/km²                                 |                                        |                                        |
| 1999                                   | 229                                    | 20/km²                                 |                                        |                                        |
| 2006                                   | 251                                    | 22/km²                                 |                                        |                                        |
| 2007                                   | 254                                    | 22/km²                                 |                                        |                                        |
| 2008                                   | 260                                    | 22/km²                                 |                                        |                                        |
| 2012                                   | 240                                    | 20/km²                                 |                                        |                                        |
| 2013                                   | 239                                    | 20/km²                                 |                                        |                                        |
| 2015                                   | 234                                    | 20/km²                                 |                                        |                                        |
| 2017                                   | 226                                    | 19/km²                                 |                                        |                                        |
| 2019                                   | 227                                    | 19/km²                                 |                                        |                                        |
| 2022                                   | 240                                    | 21/km²                                 |                                        |                                        |

Quelle: INSEE
Die Bevölkerung hatte in den 1960er Jahren starke Einbußen erlitten, war jedoch seit 1975 wieder stetig am Wachsen, um dann ab 2008 erneut zurückzugehen. Ab 2017 ist wieder eine leichte Erholung am Einsetzen.
Im Jahr 2022 betrug die Bevölkerungsdichte 21 Einwohner/km² (genauer 20,5).
Le Bourdeix hatte seinen höchsten Bevölkerungsstand mit 578 Einwohnern im Jahr 1846.

## Bürgermeister
Bürgermeister war seit März 2001 der Handwerker Alain Lapeyronnie, der zum Schluss Debout la France vertrat. Er wurde im Mai 2020 von Maurice Chabrol abgelöst.

## Präsidentschaftswahlen 2022
| Kandidaten                       | Kandidaten            | Parteien                      | Parteien            | 1. Wahlgang | 1. Wahlgang | 2. Wahlgang | 2. Wahlgang |
| Kandidaten                       | Kandidaten            | Parteien                      | Parteien            | Stimmen     | %           | Stimmen     | %           |
| -------------------------------- | --------------------- | ----------------------------- | ------------------- | ----------- | ----------- | ----------- | ----------- |
|                                  | Emmanuel Macron       | En marche !                   | EM                  | 35          | 24,82 %     | 84          | 64,62 %     |
|                                  | Marine Le Pen         | Front national                | FN                  | 18          | 12,77 %     | 46          | 35,38 %     |
|                                  | Jean-Luc Mélenchon    | Front de gauche               | FDG                 | 39          | 27,66 %     |             |             |
|                                  | Éric Zemmour          | Reconquête                    |                     | 12          | 8,51 %      |             |             |
|                                  | Valérie Pécresse      | Les Républicains              | LR                  | 8           | 5,67 %      |             |             |
|                                  | Jean Lassalle         | Résistons !                   | R                   | 8           | 5,67 %      |             |             |
|                                  | Anne Hidalgo          | Parti socialiste              | PS                  | 7           | 4,96 %      |             |             |
|                                  | Fabien Roussel        | Parti communiste français     | PC                  | 2           | 1,42 %      |             |             |
|                                  | Nicolas Dupont-Aignan | Debout la République          | DLR                 | 0           | 0,00 %      |             |             |
|                                  | Yannick Jadot         | Europe Écologie-Les Verts     | EELV                | 10          | 7,09 %      |             |             |
|                                  | Nathalie Arthaud      | Lutte Ouvrière                | LO                  | 1           | 0,71 %      |             |             |
|                                  | Philippe Poutou       | Nouveau Parti anticapitaliste | NPA                 | 1           | 0,71 %      |             |             |
|                                  |                       |                               |                     |             |             |             |             |
| Gesamt                           | Gesamt                | Gesamt                        | Gesamt              | 141         | 100 %       | 130         | 100 %       |
|                                  |                       |                               |                     |             |             |             |             |
| Gültige Stimmen                  | Gültige Stimmen       | Gültige Stimmen               | Gültige Stimmen     | 141         | 95,92 %     | 130         | 89,04 %     |
| Ungültige Stimmen                | Ungültige Stimmen     | Ungültige Stimmen             | Ungültige Stimmen   | 6           | 4,08 %      | 16          | 10,96 %     |
| Wahlbeteiligung                  | Wahlbeteiligung       | Wahlbeteiligung               | Wahlbeteiligung     | 147         | 82,12 %     | 146         | 81,56 %     |
| Enthaltungen                     | Enthaltungen          | Enthaltungen                  | Enthaltungen        | 32          | 17,88 %     | 33          | 18,44 %     |
| Registrierte Wähler              | Registrierte Wähler   | Registrierte Wähler           | Registrierte Wähler | 179         |             | 179         |             |
|                                  |                       |                               |                     |             |             |             |             |
| Quelle: Ministère de l'Intérieur |                       |                               |                     |             |             |             |             |

Die Präsidentschaftswahlen 2022 in Le Bourdeix konnte Emmanuel Macron eindeutig für sich entscheiden.

## Wirtschaft und Infrastruktur

### Beschäftigung
Im Jahr 2015 betrug die erwerbstätige Bevölkerung zwischen 15 und 64 Jahren 105 Personen, was 44,9 % der Gesamtbevölkerung entspricht. Davon hatten 92 eine Beschäftigung, 13 waren arbeitslos gemeldet. Im Vergleich zum September 2007 ist die Zahl der Arbeitslosen angestiegen, die Arbeitslosenquote liegt jetzt bei 12,4 %.

### Unternehmen
Am 31. Dezember 2015 waren in der Gemeinde 19 Unternehmen ansässig, davon 8 in Handel, Transport und Dienstleistungen, 4 in Industrie, 4 im Sektor Verwaltung, Lehrwesen, Gesundheitswesen und Soziales, 2 im Baugewerbe sowie eines im Sektor Landwirtschaft, Forst- und Fischereiwesen.

## Sehenswürdigkeiten
- 20 Meter hoher Donjon aus dem 11. Jahrhundert, seit 1988 Monument Historique
- Kirche Saint-Pierre et Saint-Paul aus dem 12. Jahrhundert
- alter Taubenturm
- Mühle Moulin de Pinard, in der Mehl gemahlen und Walnussöl produziert wurde
- Schmiede Les Forges d'Étouars.

Die im 15. Jahrhundert und gegen 1600 stark veränderte Kirche von Le Bourdeix ist für ihre erstaunlichen Fresken bekannt. Dargestellt sind Verstorbene mit blassen Gesichtern, eingehüllt in schwarze Roben. Die aus dem 15. – 16. Jahrhundert stammenden Abbildungen sollen eine symbolische Abwehrfunktion gegenüber der Pest und anderen Seuchen gehabt haben.

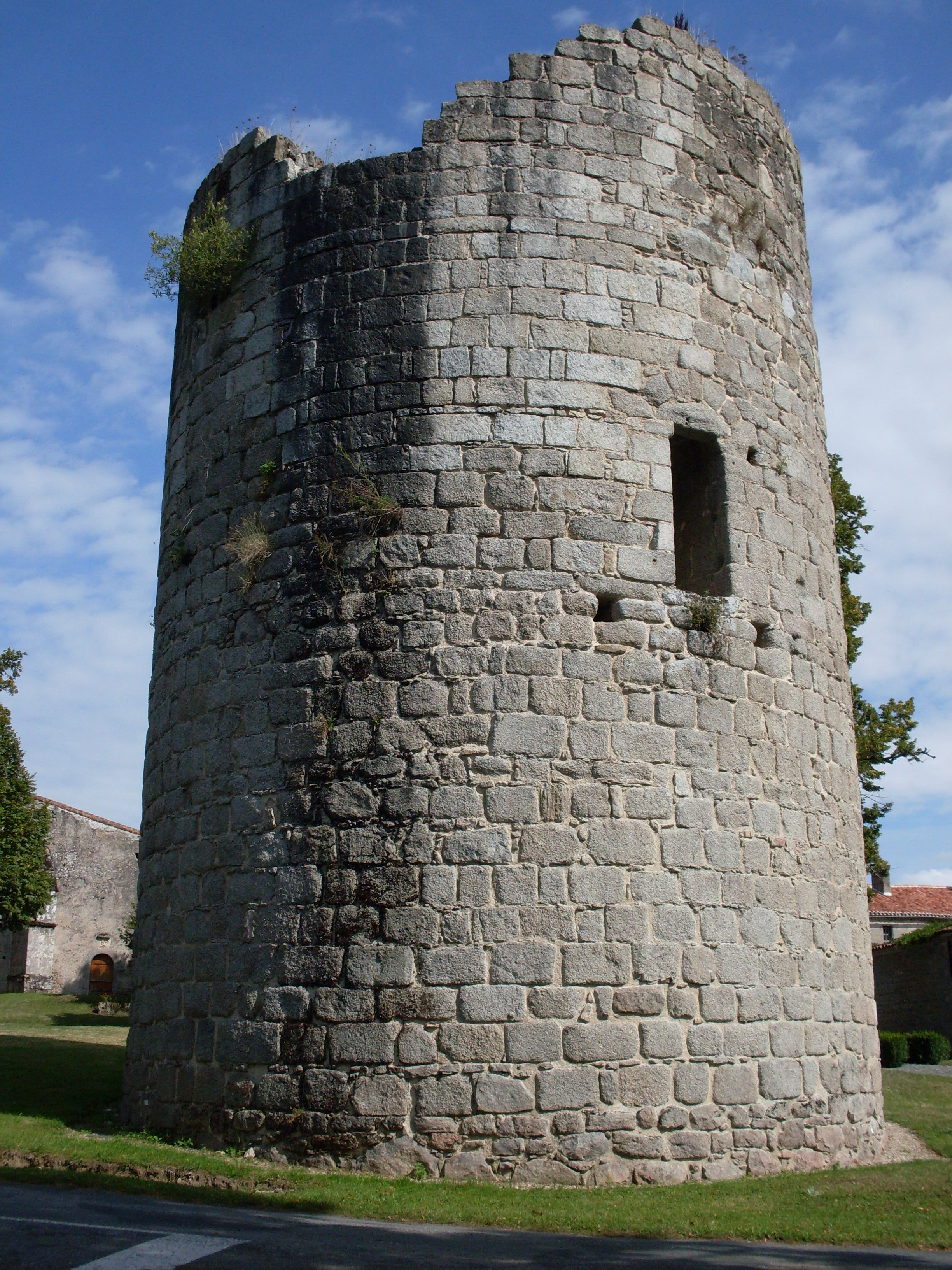
Der Donjon von Le Bourdeix
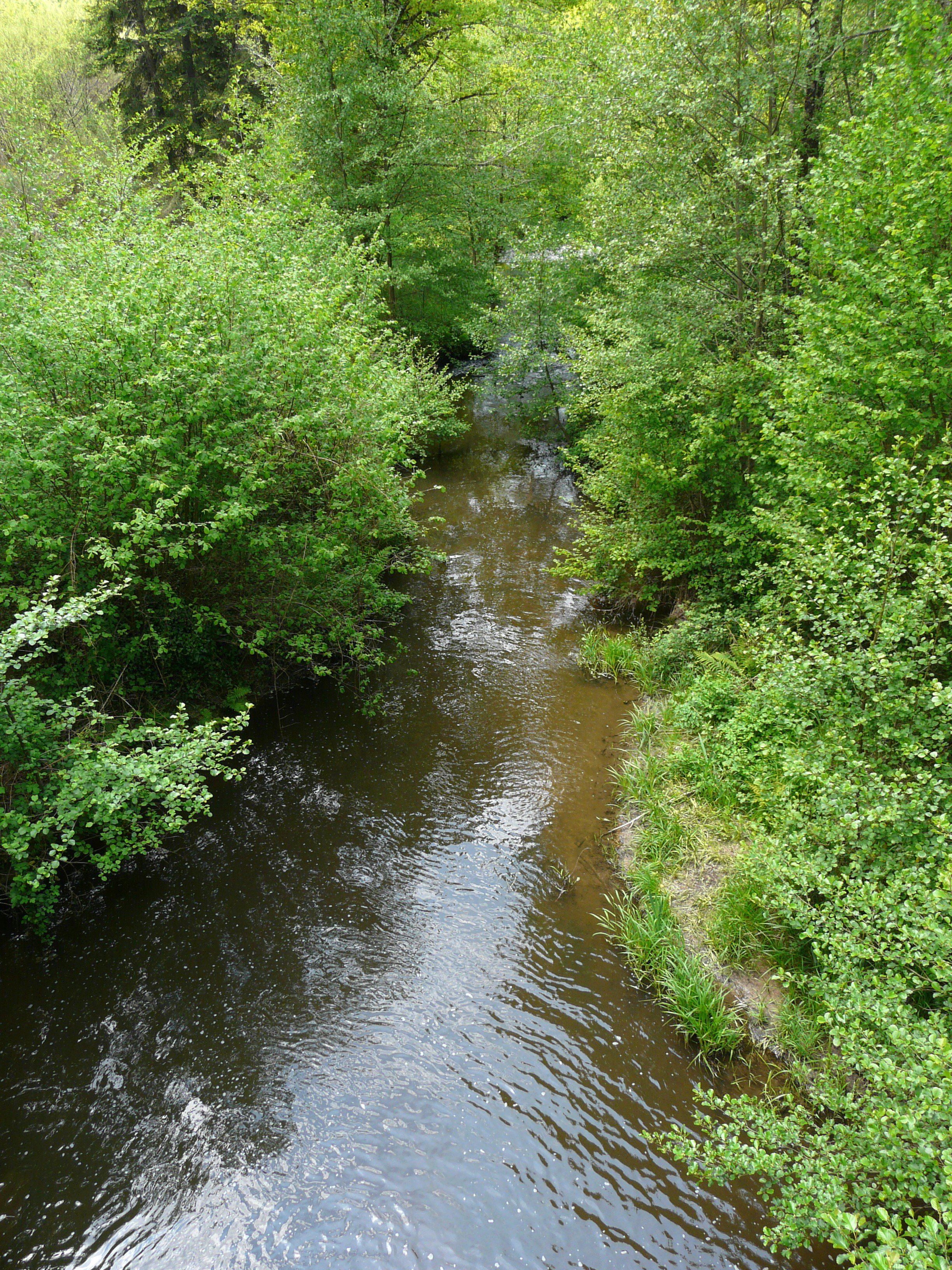
Die Doue flussabwärts von Ligneras
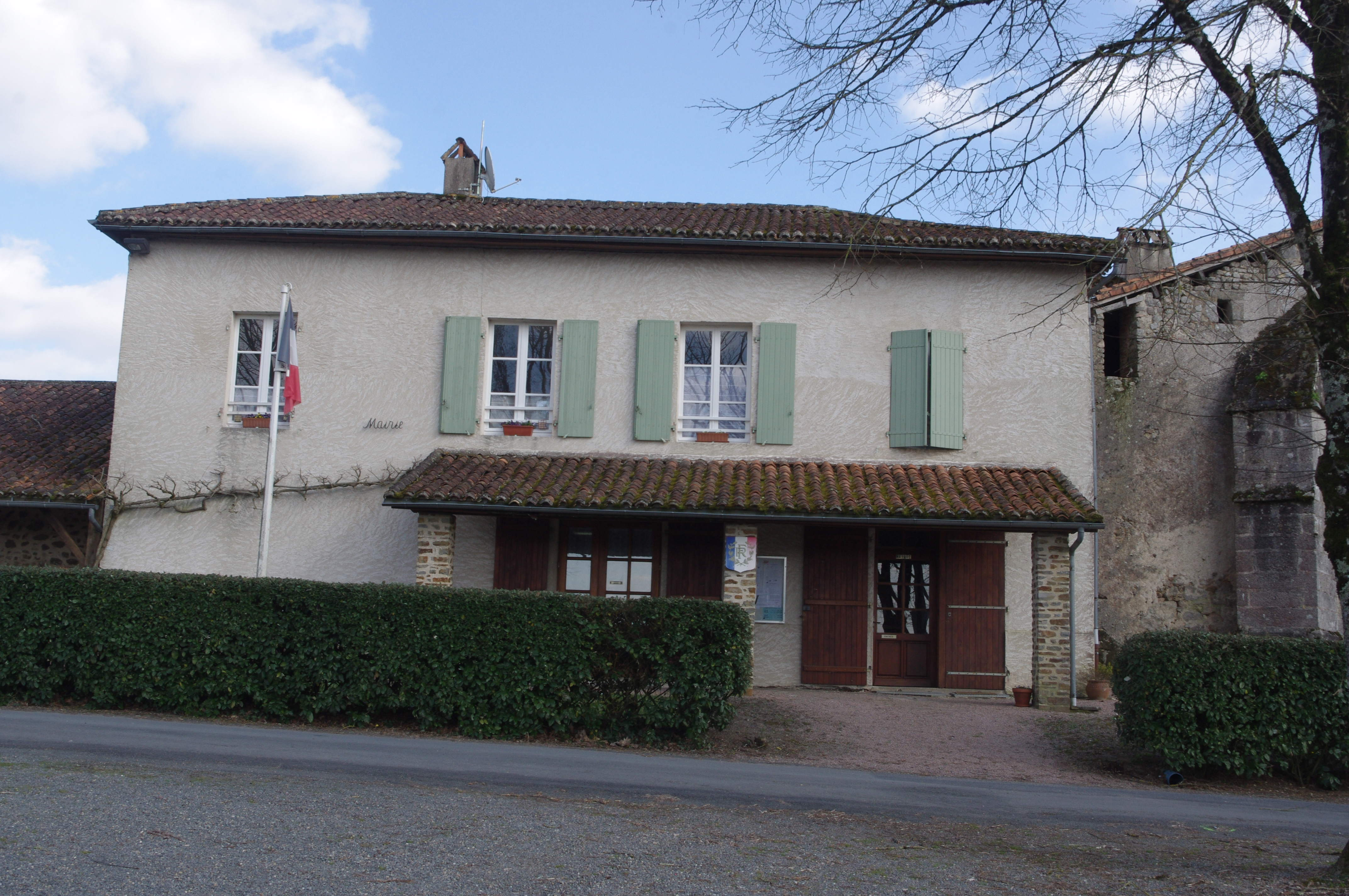
Rathaus (Mairie)
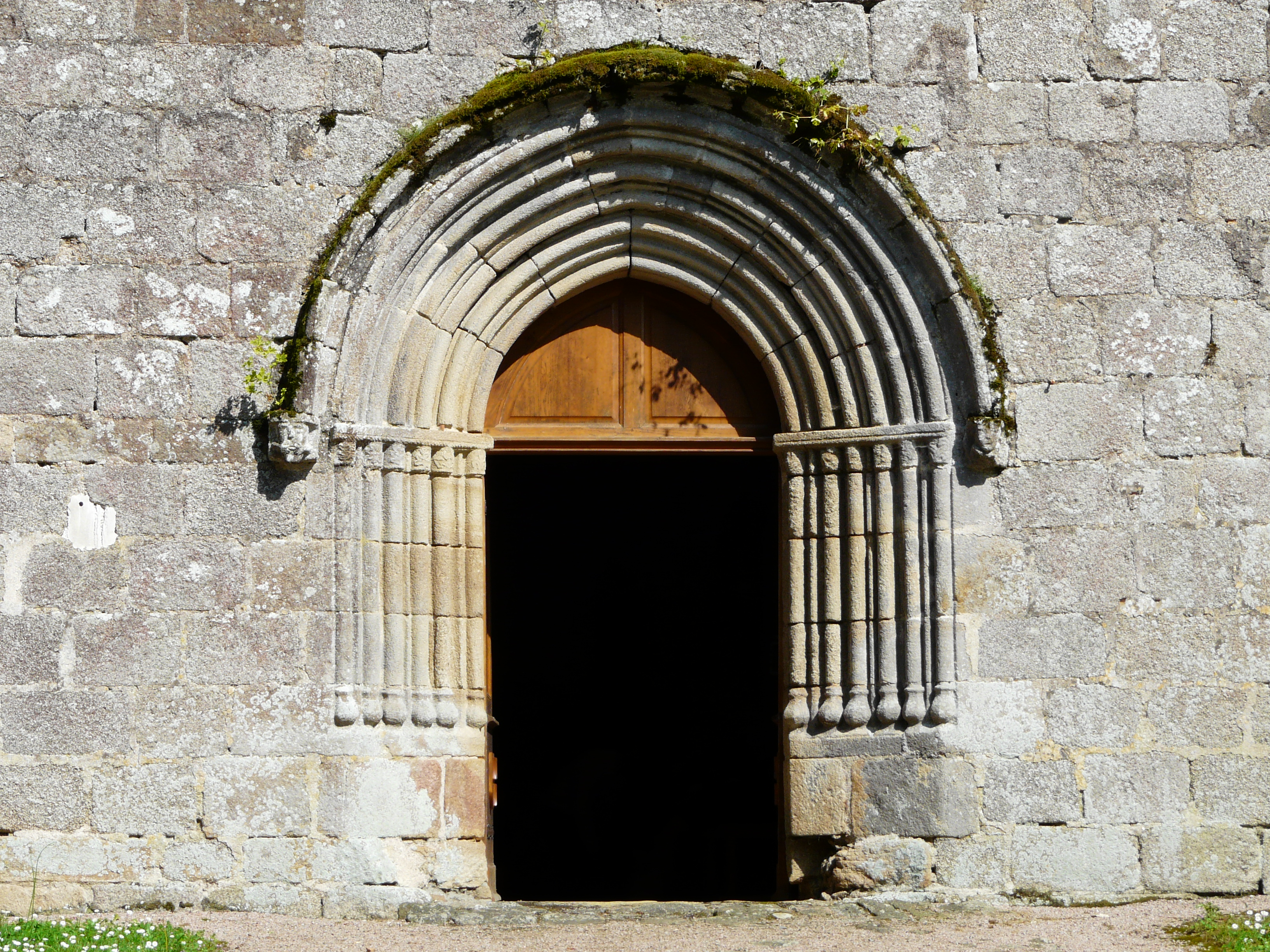
Eingangsportal von Saint-Pierre et Saint-Paul
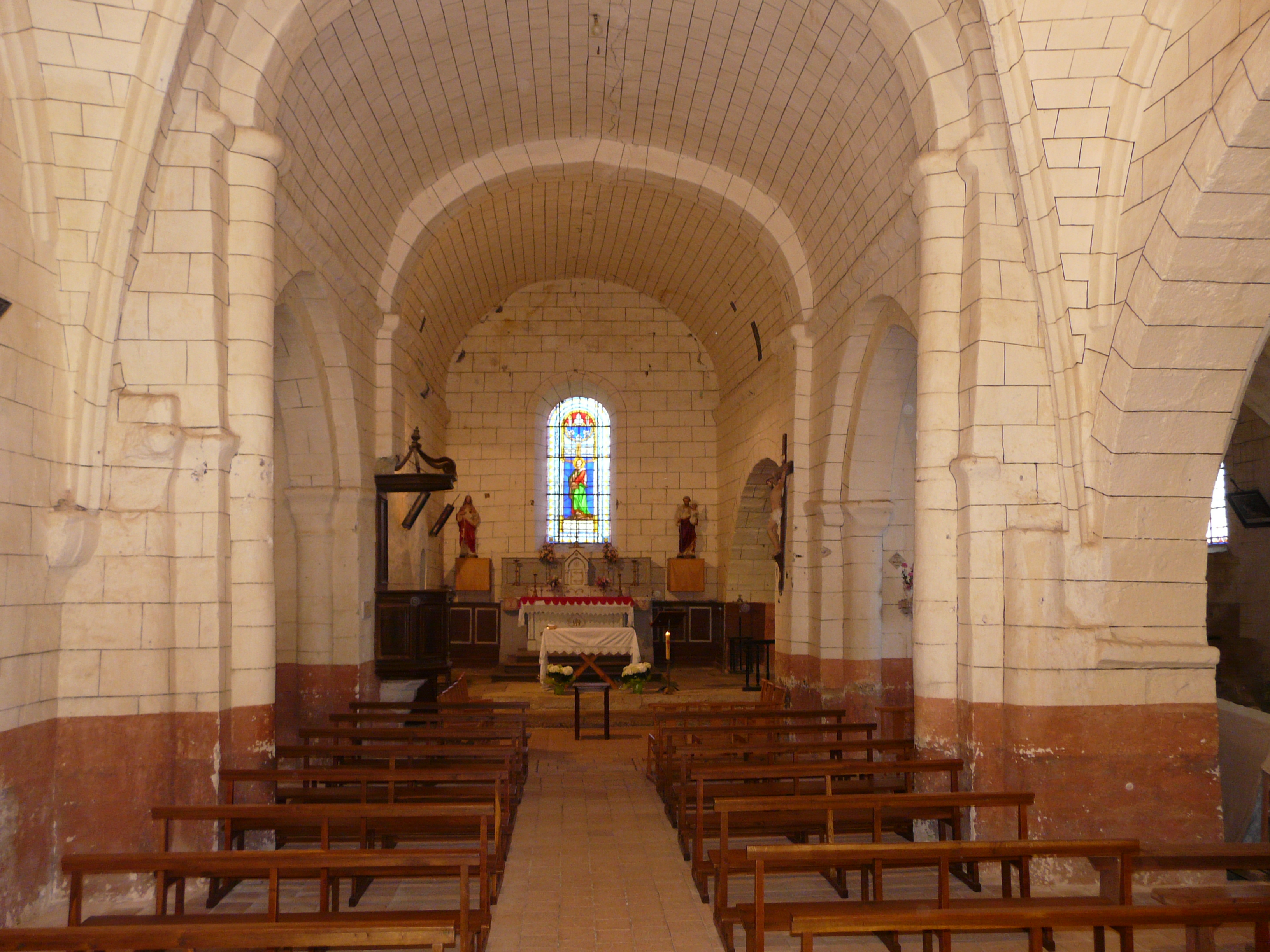
Romanisches Kirchenschiff
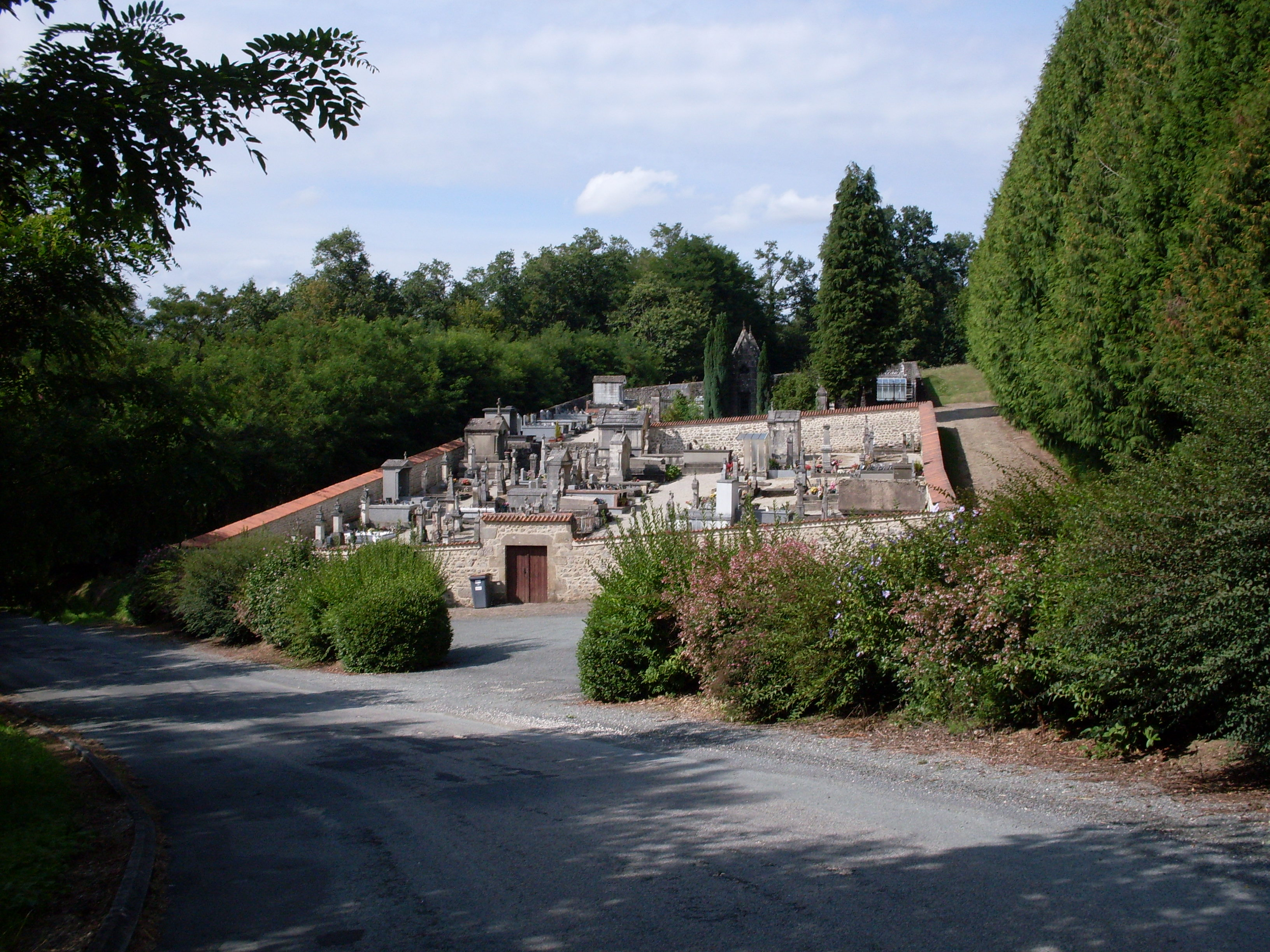
Friedhof
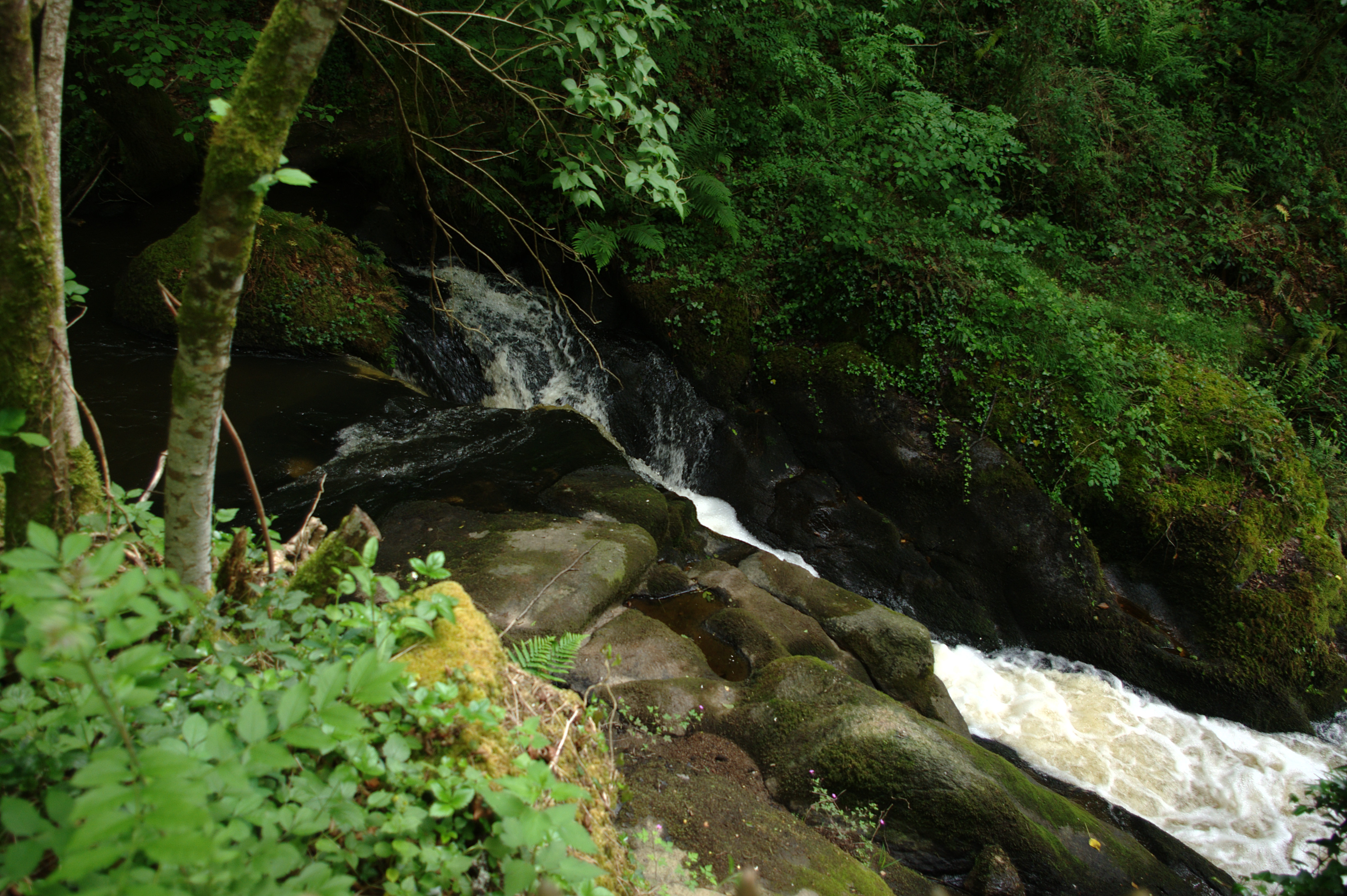
Anstehender Granodiorit am Zustrom des Moulin de Pinard
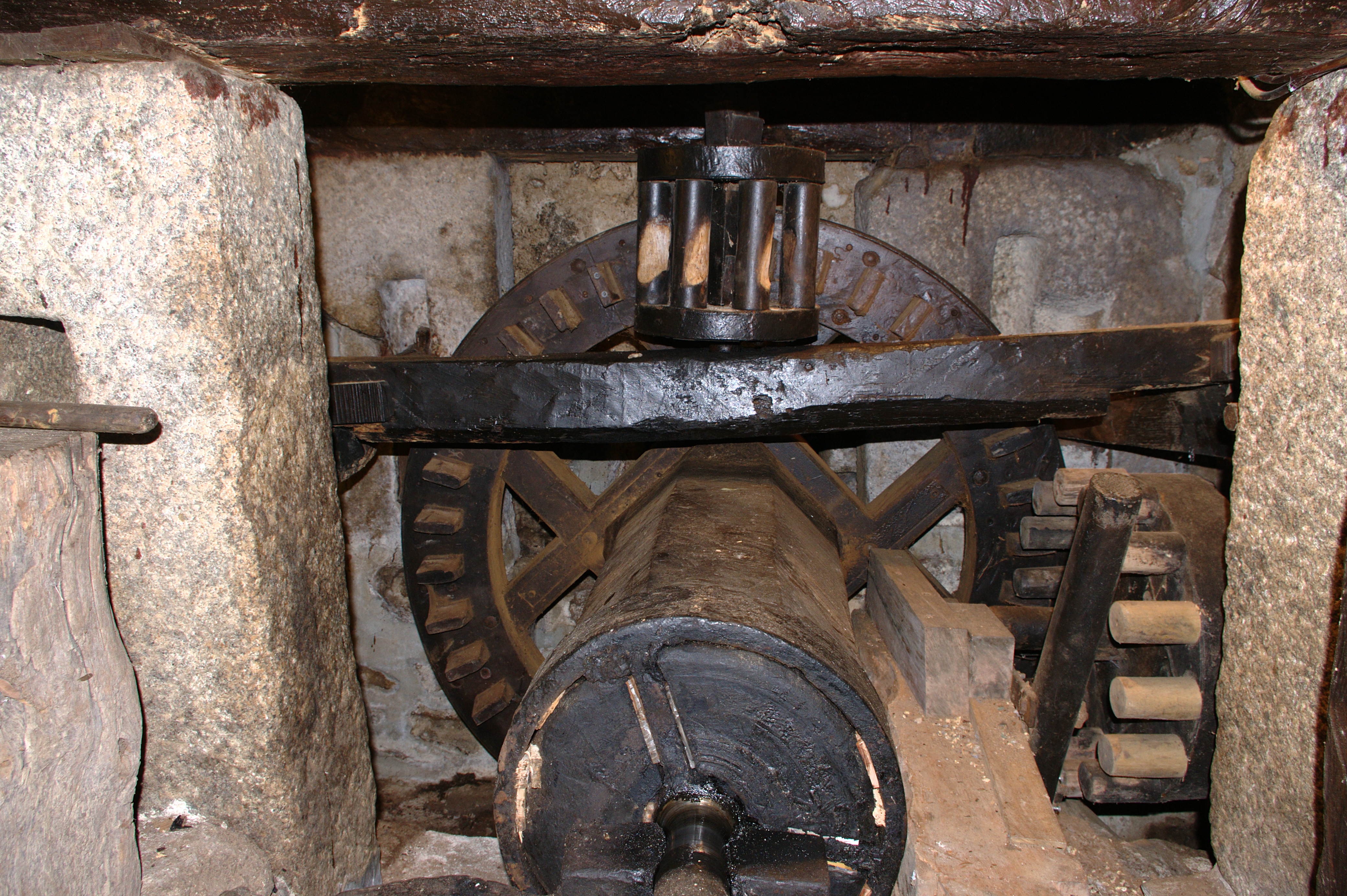
Antriebswelle der Mühle von Pinard